# Textura (petrologia)

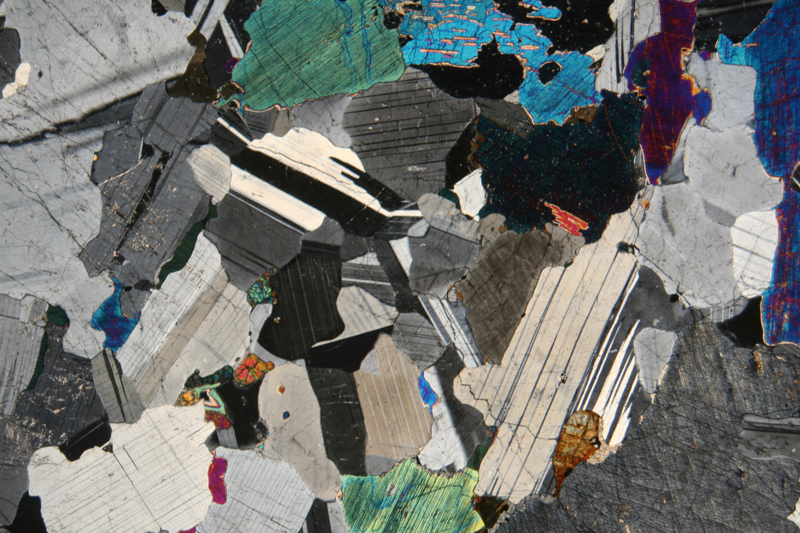
Micrografia d'una làmina prima de gabre. S'observa la seva textura holocristalina (només composta de cristalls).

La Textura en petrologia és la característica morfològica d'una roca observant-ne el conjunt de relacions intergranulars, la mida i la forma dels cristalls i els clastos que la integren. Les denominacions texturals i els criteris utilitzats varien segons el tipus de roca. Cal tenir en compte els components minerals, la mida dels grans, la forma, l'arranjament i la configuració dels materials, tant a nivell macroscòpic com microscòpic.
Les textures es poden qualificar de moltes maneres. Una de les formes més comunes és l'anàlisi de les distribucions de les mides dels grans. Generalment s'anomena textura el tipus específic d'estructura en les parts components on s'hi observa una determinada disposició i orientació dominant.
Els minerals constituents d'una roca, inclosa la matèria vítria, presenten propietats com la cristal·linitat, la granulositat i les relacions de contacte entre els diferents grans. Alguns autors hi afegeixen el terme "fàbrica" (fabric) amb relació a l'orientació dels components, i "empaquetament" (packing) per a la forma de distribució dels grans en les roques sedimentàries.
Els aspectes geomètrics i les relacions d'orientació entre les partícules o cristalls s'anomenen textura cristal·logràfica o orientació modèlica. Les textures poden ser qualificades o quantificades des de diferents paràmetres, tot i que les més corrents són la distribució de la mida del cristall, la mida del gra, la forma, la disposició i altres propietats observables, tant a l'escala visible com a la microscòpica.

## Caracterització de textures de les roques
Per a la caracterització de la textura d’una roca cal conèixer bé els seus components, que són principalment els minerals, però també n'hi ha d'altres no tan coneguts: porositat, vesícules, vidre, clastos, ciment, restes de fòssils i fins i tot fluids, depenent del tipus de roca.
- Les roques ígnies es caracteritzen per cristalls, vesícules i vidre, amb textures com afanítica (sense cristalls visibles), vítrica (vidre amorf), pegmatítica (cristalls massius), fanerítica (cristalls visibles), porfírica (gran cristalls en matriu fina) i piroclàstica (material fragmentari). Aquestes textures depenen de la velocitat de refredament del magma i la formació de cristalls.[8][9]

- Les roques sedimentàries es formen per clastos (fragments de roca o minerals), matriu, cristalls, ciment i fòssils, amb textures clàstiques, bioclàstiques, cristal·lines, microcristal·lines i fossilíferes. Els components es combinen per processos de meteorizació, transport i diagènesi, que poden generar estructures poroses o compactes segons el tipus de material i l’ambient deposicional.[9][10][11]

- Les roques metamòrfiques són el resultat de transformacions mineralògiques i estructurals d'altres roques preexistents, amb textures variades segons el grau de metamorfisme. Poden presentar textures foliades, granoblàstiques, porfiroblàstiques, gnèissiques, decussades, pigallades, cataclàstiques o milonítiques, segons la disposició i mida dels cristalls, els processos de recristal·lització o la deformació tectònica. Els minerals metamòrfics es formen per reorganització cristal·lina o difusió del material, generant estructures que reflecteixen les condicions de pressió i temperatura en què es van formar.[9][10]

## Llista de textures
- Afanítica
- Anhedral
- Aplitica
- Arenosa (o sorrenca)
- Bretxa
- Consertal
- Corona
- Criptocristal·lina
- Dendrítica
- Equigranular
- Euhedral
- Esferulítica
- Esquistosa
- Fanerítica
- Filítica
- Gràfica
- Granulítica
- Hipocristal·lina
- Holocristal·lina
- Holohialina
- Imbricada
- Milonítica
- Ofítica
- Oolítica
- Orbicular
- Permatítica
- Piroclàstica
- Porfirítica
- Porfiroblàstica
- Rapakivi
- Spinifex
- Subhedral
- Tufàcia
- Vesicular
- Vítria

## Utilitat
En les ciències de la Terra les textures de les roques poden ser estudiades des de dos vessants ben diferenciats: el vessant de la petrografia, centrat en la descripció de les formes que s’observen i el vessant de la petrogenètica, centrat en la interpretació del seu origen. Ambdós enfocaments es complementen i són un mètode científic fonamental per a caracteritzar el conjunt de les roques de la Terra i per entendre el seu origen i evolució en el temps. L’anàlisi de la textura de les roques i els seus components aporta informació important sobre la seqüència de cristal·lització d’un determinat magma; les condicions de pressió i temperatura que ha suportat una roca; les estructures de formació; els processos d’un sediment; la presència d’aigua en el subsol; l’activitat biològica en el sòl, o l’estat d’oxidació del medi, entre molta altra.

## Diferenciació terminològica
En un context mineralògic, "cristal·lí" vol dir que els àtoms, dins d'una substància, estan disposats de forma regular i geomètrica. En un context textural, "cristal·lí" significa que els grans d'una roca tenen una relació entrellaçada.
Els termes textura i estructura han estat usats generalitzadament pels geòlegs. Els termes, en part ambigus, han conduït molts dels científics a integrar-los sota el concepte de "fàbrica". Altres proposen l'ús del terme textura per a les observacions a gran escala i el terme estructura per a les observacions meso i microscòpiques sense descartar, quan cal, l'ús del terme fàbrica.